# De Havilland Australie
De Havilland Aircraft Pty Ltd (DHA) était une société, filiale de de Havilland, et est devenue une société séparée. Elle a été depuis rachetée par Boeing et est maintenant connue sous le nom de Hawker de Havilland Aerospace Pty Ltd, une filiale de Boeing Australia Ltd.